# 贾鹃丽
贾鹃丽，旅法中国画家，生于贵州贵阳，祖籍浙江杭州。1986年毕业于四川美术学院油画系。1991年毕业于中央美术学院研修班。1996年受法国政府邀请在埃克斯·普罗旺斯（Aix-Province）美术学院深造，1998年加入法国美协，自此旅居巴黎，从事油画艺术创作。 
从艺至今，她在中国、港澳台等地及日本、新加坡、英国、法国、德国、比利时、美国等国美术馆参加和举办过多次个展、群展和沙龙展等各类画展，受到媒体广泛关注。其作品多次获奖，包括摩纳哥蒙特卡洛国际当代艺术绘画奖和法国国家美术家协会主办的“卢浮宫国际艺术沙龙展”绘画金奖在内的多个国内外知名奖项，并被美术馆收藏。

## 获奖
- 1989：《无言歌》 中国首届油画展获优秀奖
- 1990：《无言歌》组画在中央美术学院陈列馆展出，获优秀奖
- 1991：《无言歌》 中国首届油画年展铜奖
- 1992：《宫中女》广州首届九十年代艺术双年展提名奖
- 1995：《煌》获得第三届中国油画年展佳作奖
- 2004：《春天的花园》荣获蒙特卡洛国际当代艺术绘画一等奖
- 2008：《宫内》国家艺术沙龙绘画铜奖，法国巴黎卢浮宫颁奖
- 2009：“大卫尼叶奖”一等奖 First-class le Prix David-Nillet Award
- 2009：法国巴黎国家美术协会，巴黎卢浮宫颁奖
- 2012：获得巴黎国立美术学院绘画金奖 （Médaille d'or de la peinture figurative）
- 2013：获得卢浮宫国际美术展绘画金奖（Médaille d’Or Peinture）

## 收藏
- 1987    《秋瑾》参加“首届中国油画展”上海和日本博物馆展出后收藏于日本
- 1990	《扇子》参加“首都博物馆首届油画大展”并由首都博物馆画廊收藏
- 1993	《无言歌》，《天堂》 台湾炎黄艺术馆收藏
- 1994	《清宫组图》 台湾山艺术家协会收藏
- 1995	《棋之十四》北京国际艺苑收藏
- 1995    《夕幕》香港大学博物馆收藏

## 个展
- 1985    台湾茉莉画廊
- 1991	北京中央美术学院
- 1992	台湾炎黄艺术馆
- 1995	北京国际艺苑美术馆
- 1996	台湾茉莉画廊
- 1997：比利时文化中心 ，布鲁塞尔
- 1997：世界艺术画廊，法国巴黎
- 1997：“Laurin”画廊，法国AIX-EN-PROVENCE
- 1997：山艺术美术馆，中国·北京
- 1998：台湾山艺术画廊
- 1998：“ ”世界画廊 巴黎
- 1998：法国南部城市“SAINT REMY PROVINCE”画展，由市政府主办，开幕式上，市长亲临致辞
- 1999：中国之家，法国巴黎
- 2000：法国CLERMONT-FERRAND东方画廊（法国前任主席季斯卡亲临开幕式）
- 2001：Chantal Daniaud画廊，法国图尔
- 2002：Romanet画廊，法国巴黎
- 2002：百家画廊，中国香港
- 2003：Chantal Daniaud画廊，法国图尔
- 2003：Chantal Daniaud画廊，法国图尔
- 2003：巴黎市七区市政府举办个展，开幕式上，市长亲临致辞
- 2003：Véronèse画廊，法国南特
- 2003：百家画廊，中国香港
- 2004：Romanet画廊，法国巴黎
- 2004：百家画廊，中国香港
- 2004：La Daurade画廊，法国图卢兹
- 2004：VIXOUZE城堡 法国CANTAL
- 2005：百家画廊 香港
- 2005：Véronèse画廊，法国南特
- 2005：Mabillon 画廊  法国普罗旺斯AIX-EN-PROVENCE
- 2005：Galerie du Théâtre剧院展厅 法国BRIVE
- 2005：Galerie des Remparts画廊  法国波尔多
- 2006：Gantois 画廊，法国戛纳
- 2006：画廊，比利时
- 2006：STRENGER画廊，日本东京
- 2006：Connoisseur百家画廊 香港
- 2007：Connoisseur百家画廊 香港
- 2007：Connoisseur百家画廊 新加坡
- 2007：Véronèse画廊，法国南特
- 2007：北京山艺术     中国北京
- 2008：Connoisseur百家画廊 香港
- 2008：Lipao-Huang 画廊 巴黎
- 2008：Strenger画廊，日本东京
- 2009：Connoisseur百家画廊 香港
- 2009：Lipao-Huang 画廊，巴黎
- 2010：Lipao-Huang 画廊，巴黎
- 2010：Connoisseur百家画廊 香港
- 2010：Gantois 画廊，法国戛纳
- 2011：北京今日美术馆  《旧梦的寻拾-贾鹃丽作品》
- 2012：中国-贵阳美术馆 《在一起 贾鹃丽·翟惠民母女画展》
- 2013：PHILOMUSES 《Branches Fleuries 贾鹃丽作品展》法国巴黎
- 2013：上海蓝焰艺术空间 《繁花•锦时》贾鹃丽作品展   中国上海
- 2013：Connoisseur百家画廊  香港
- 2014：《对一种寂静的描绘-贾鹃丽笔下的园庭仕女》个人画展 法国 巴黎中国文化中心
- 2016：《贾鹃丽个人画展》 法国Saint-Pierre la fabrique, Collégiale Saint-Lazare, AVALLON教堂
- 2016：《贾鹃丽个人画展》比利时 D’HAUDRECY 艺术画廊
- 2017：《宫廷屏后》贾鹃丽个人作品展  Connoisseur百家画廊 香港